# Jodła grecka
Jodła grecka (Abies cephalonica Loudon) – gatunek drzewa z rodziny sosnowatych (Pinaceae). Pochodzi z Grecji, obecnie jest uprawiana w wielu krajach Europy oraz w USA.

## Morfologia

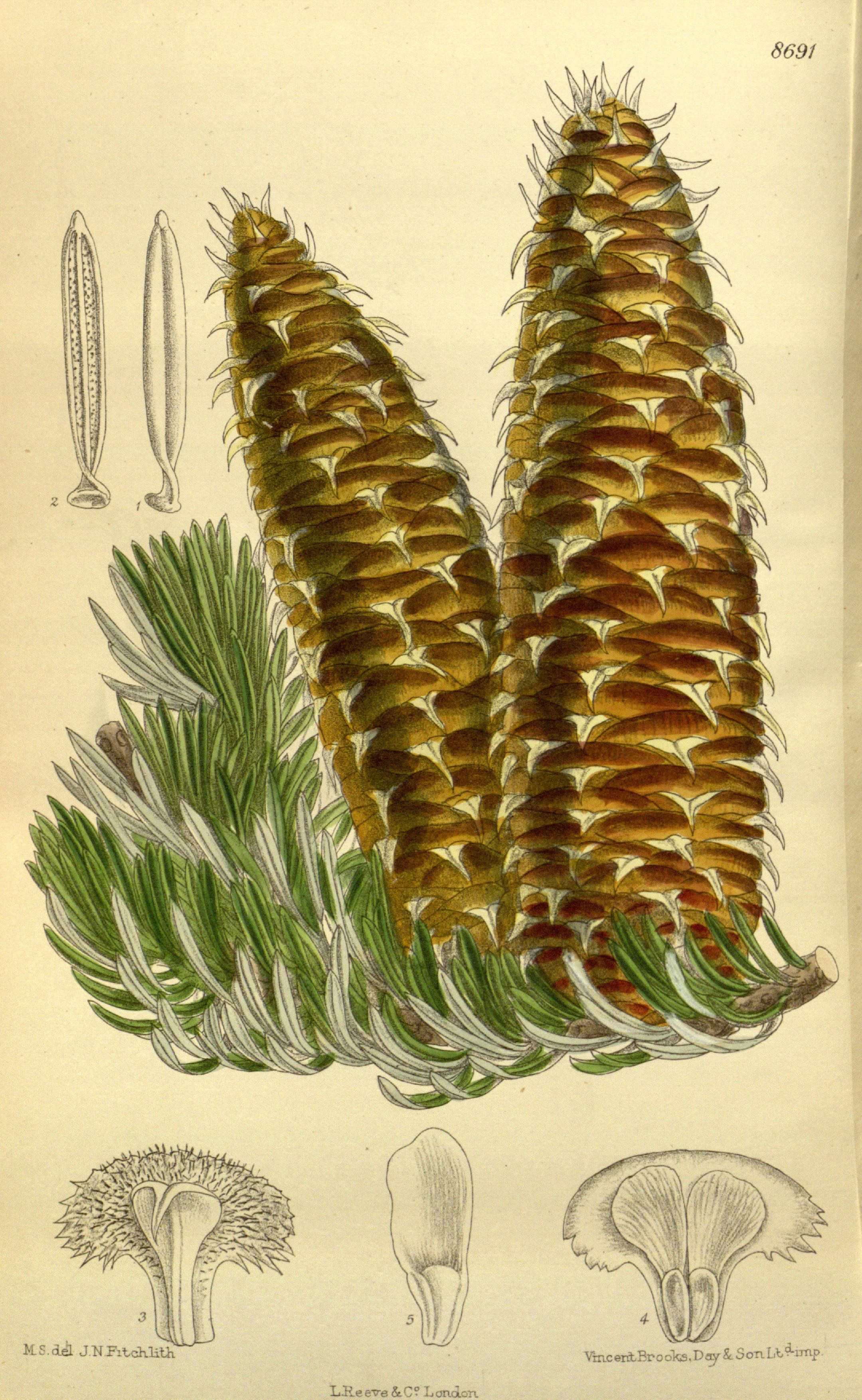
Morfologia

PokrójDrzewo w swojej ojczyźnie dorastające do 40 m wysokości. Masywne konary wyrastają nisko nad ziemią i dość łatwo ulegają złamaniom. Pień często jest powyginany.
KoraMatowoszara, już u młodych drzewek pęka gęsto i głęboko, tak, że powstają na niej charakterystyczne kwadratowe guzki.
LiścieUłożone promieniście wokół pędu sztywne igły o długości 2–3 cm. Ich górna powierzchnia jest błyszcząca, zielona, na dolnej są dwa białe, równoległe paski. Brzeg skórzasty, matowy.
SzyszkiDość duże, stojące o długości do 15 cm. Ich łuski wspierające odchylają się do dołu.

## Znaczenie
Jest uprawiana jako roślina ozdobna. Dobrze znosi suszę, upały i zimę, rośnie szybko. Strefy mrozoodporności 6-9. Uprawiana w Europie osiąga podobne rozmiary jak w swojej ojczyźnie. 